# Жовтнева сільська рада (Радивилівський район)
Жовтне́ва сільська́ ра́да — орган місцевого самоврядування в Радивилівському районі Рівненської області. Адміністративний центр — село Нова Пляшева.
У 2016 році була ліквідована і увійшла до складу Козинської сільської громади.

## Загальні відомості
- Жовтнева сільська рада утворена в 1967 році.
- Територія ради: 25,406 км²
- Населення ради: 775 осіб (станом на 2001 рік)

## Розташування
Жовтнева сільська рада межує з Пустоіваннівською сільською радою Радивилівського району, Дубенським районом Рівненської області та Кременецьким районом Тернопільської області.

## Населені пункти
Сільській раді підпорядковані населені пункти:
- с. Нова Пляшева

## Склад ради
Рада складається з 16 депутатів та голови.
- Голова ради: Ногачевський Микола Володимирович
- Секретар ради: Стрільчук Галина Миколаївна

### Керівний склад попередніх скликань
| Прізвище, ім'я, по батькові       | Основні відомості                                               | Дата обрання | Дата звільнення |
| --------------------------------- | --------------------------------------------------------------- | ------------ | --------------- |
| Ногачевський Микола Володимирович | Сільський голова, 1969 року народження, освіта незакінчена вища | 26.03.2006   | 31.10.2010      |
| Ногачевський Микола Володимирович | Сільський голова, 1969 року народження, освіта незакінчена вища | 31.10.2010   |                 |

Примітка: таблиця складена за даними сайту Верховної Ради України